# يورغن ويبر (نحات)
يورغن ويبر (بالألمانية: Jürgen Weber)‏ (و. 1928 – 2007 م) هو نحات، وأستاذ جامعي ألماني، ولد في مونستر، توفي في إيبيزا، عن عمر يناهز 79 عاماً.